# Villa comunale dell'Aquila
La Villa comunale è uno dei principali giardini storici dell'Aquila.

## Storia
L'area su cui insiste la Villa comunale, dal termine di Corso Federico II sino alle mura dell'Aquila, rimase quasi interamente inedificata dalla fondazione dell'Aquila sino al XIX secolo; oltre a qualche debole preesistenza — tra cui le scomparse chiese di Sant'Andrea e di Santa Maria di Grajano — l'unico intervento di rilievo che interessò la zona fu la realizzazione, nel 1610 da parte dell'ordine dei frati minori cappuccini, del convento di San Michele, oggi inglobato nel complesso monumentale dell'Emiciclo.
Nel 1820 venne realizzata Porta San Ferdinando, all'estremo margine meridionale della cinta muraria, e nei decenni successivi si rafforzò l'asse dell'attuale Viale Francesco Crispi al posto del precedente percorso che, attraversando il cosiddetto Campo di Fossa, portava a Porta di Bagno. Nei decenni successivi si assistette ad una progressiva lottizzazione di tutta l'area mediante l'edificazione di ville private, per lo più in stile liberty.
L'effettiva realizzazione dei giardini pubblici avvenne nella seconda metà del XIX secolo e il suo ampliamento proseguì sino agli anni Trenta del secolo seguente, progressivamente impreziosito dalla realizzazione del Viale di Collemaggio e di numerosi palazzi pubblici sul perimetro della Villa, tra cui il monumentale Emiciclo che chiude la Villa sul lato orientale. Nel 1926 inoltre venne realizzato il monumento ai Caduti di Nicola D'Antino che sorge al centro dei giardini. In questi anni l'area ebbe una forte vocazione sportiva e fieristica, ospitando anche l'importante Esposizione Regionale degli Abruzzi nel 1903.

## Descrizione

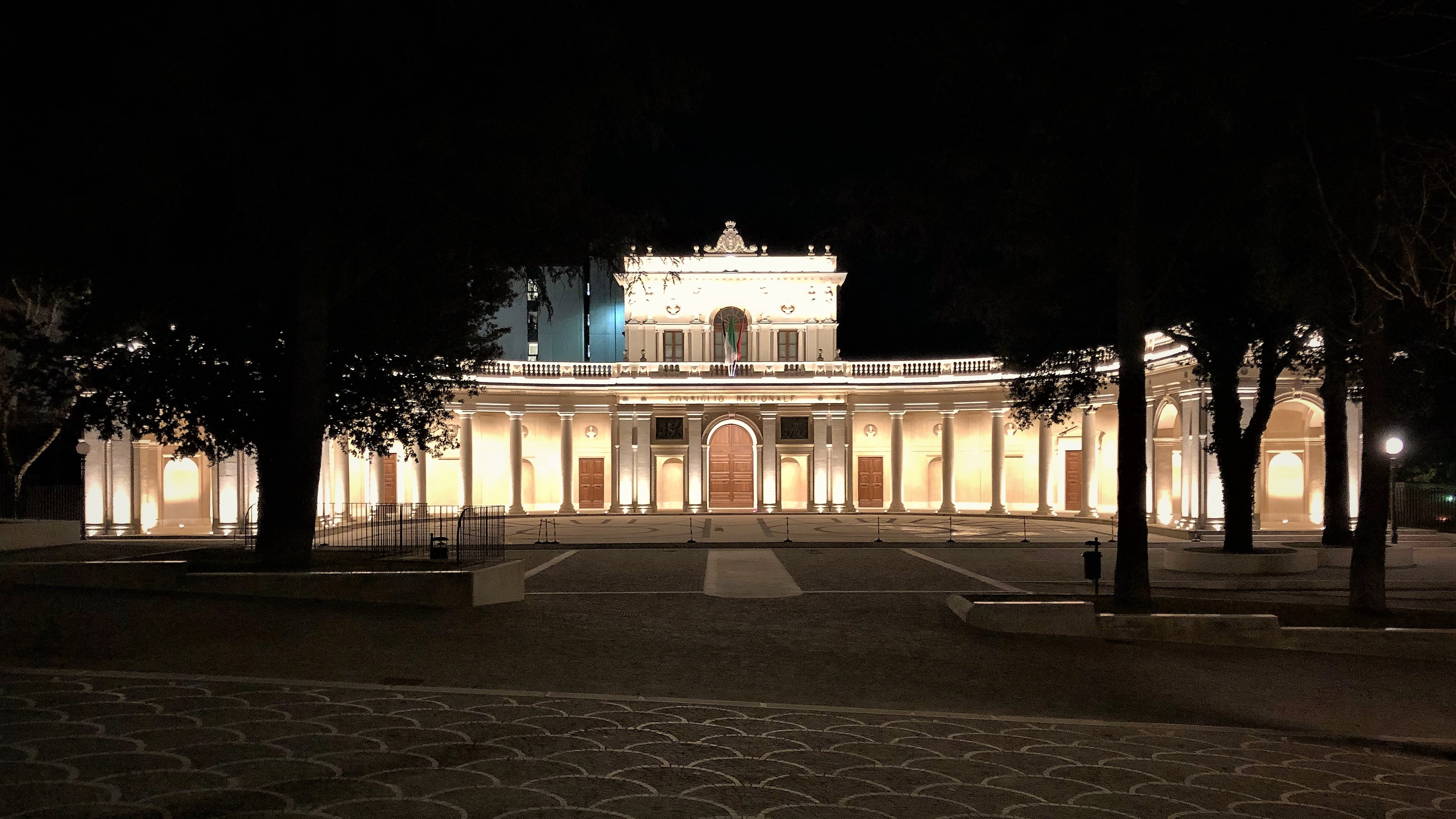
L'Emiciclo, opera di Carlo Waldis.

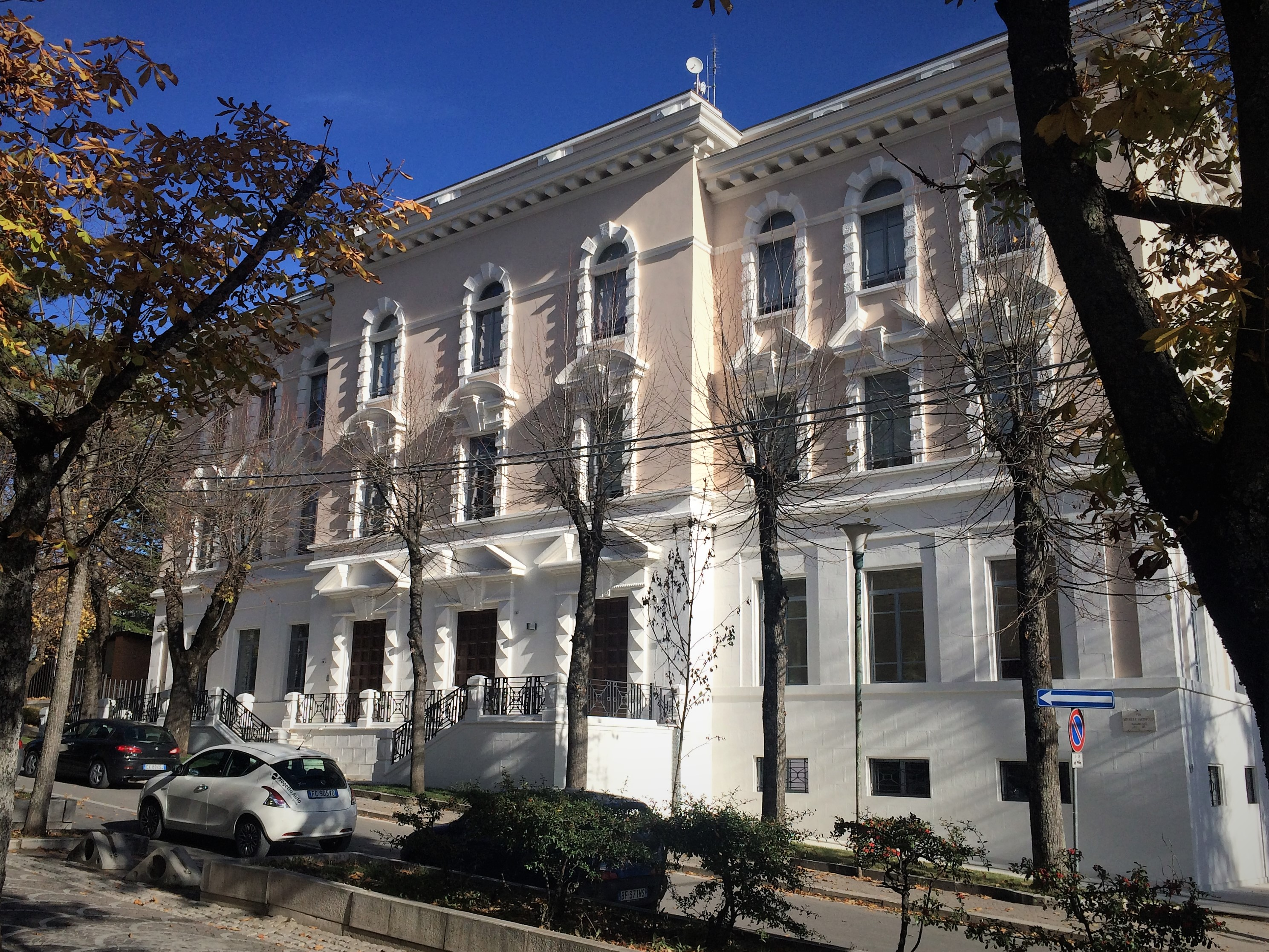
Il Palazzo ex GIL, opera di Luigi Cardilli e Vincenzo Di Nanna.

La Villa è situata nella parte meridionale del centro storico dell'Aquila, tra Viale Luigi Rendina, Viale Francesco Crispi, Viale Collemaggio e Via Michele Iacobucci. L'area verde si estende ad ovest con Piazzale Pasquale Paoli (al cui interno vi è il Parco della Memoria), sull'altro lato di Viale Crispi, ed è connessa, ad est, con il Parco del Sole, adiacente alla basilica di Santa Maria di Collemaggio.
I giardini sono tagliati trasversalmente da un viale pedonale con al centro il monumento ai Caduti di Nicola D'Antino (1926) posto in asse con la piazza semicircolare dell'Emiciclo.
Tra gli edifici che si affacciano sulla Villa comunale si citano:
- Emiciclo (1888): complesso monumentale in stile neoclassico, realizzato sul luogo dell'antico convento seicentesco di San Michele. Ospita il Consiglio regionale dell'Abruzzo;
- Palazzo ex GIL (1929-1932): palazzo in stile monumentalista. Nato come Casa del Balilla, ospita dal 2017 il rettorato del Gran Sasso Science Institute;
- Chiesa di Cristo Re (1933-1935): chiesa in stile neorinascimentale, opera di Alberto Riccoboni;
- Casa della Giovane Italiana (1934-1936): palazzo in stile razionalista, opera di Achille Pintonello, ospita aule e biblioteca del Gran Sasso Science Institute.